# Francisca de Aragón
Francisca de Aragón (1521-1606) fue una escritora castellana del siglo XVI.

## Biografía.
Francisca de Aragón nació en el año 1521 y murió en el año 1606.
Es bien conocida por los estudiosos del siglo XVI, debido a que su belleza y privilegiada posición junto a la reina Catalina le valieron el homenaje repetido de algunos de los poetas más conocidos del Quinientos portugués.
Se ha conservado una epístola en tercetos, dirigida a Manuel de Portugal, que tiene en ella su más probable autora.
Su marido era Juan de Borja y era madre de al menos tres hijos de fama en la historia: el príncipe de Esquilache, el duque de Villahermosa y Fernando de Borja (comendador mayor de la orden montesa).

## Obra.
Se ha conservado una epístola de Francisca de Aragón en terceros, dirigida a don Manuel de Portugal.

### Textos.

#### 1. Aquella fuerza grande que recibe
De tu gran hermosura la alma mía,
Tiene la culpa desto que se escribe.
No pienses que se hace de osadía;
Que mucho tiempo ha que sufro y callo,
Mas males que decirte aquí podría

#### 2. Pues aquel grande amor que me tuviste,
Holgaste de mudar en otra parte,
Yo soy contenta de lo que escogiste.
Ella no sabrá, no, cómo enojarte,
Siempre te tratará de una manera,
Que no se sepa la señal de amarte…

#### 3. Pues aquel gran amor que me tuviste
Holgaste de mudar en otra parte,
Yo soi contenta de lo qu’ escogiste.
No sabrá ella como yo enojarte;
Siempre te tractará de una manera
Que si no sé si será señal de amarte.
Será más estimado, que no fuera 
El espíritu tuyo y alabado
Más que quando de ti amada hera.
Mas no por essos bienes que ás hallado
En ella, debes dexará de dar espanto
De ver un coraçón anssí mudado.
No te quiero hablar en esto tanto
Porque se huelga que el mal á hecho
De ver quel ofendido bive en llanto. 
Tú estás a tu olaçer y satisfecho:
Yo seré de amistad muy gran tu amiga, 
Dexando siempre a salvo mi derecho. 
Que no quiero que nadie vea ni diga
La culpa tuya, ni que me ás dexado
De amar en verme que te só enemiga.
Para conmigo quedas disculpado,
Porque siempre te tuve por mudable, 
Aunque a veçes me avías engañado;
Para mí es el dolor muy tolerable,
Ningún cuidado tengas de mi pena;
Afírmate, no seas variable,
Que no puede hallarse cossa buena
Con quien haze mudanças cada cada día, 
Dexando natural por cossa agena.
Aquesto que te escrivo no querría
Que te aga penssar que quedo muerta,
Pues más el daño a mí que a ti ofendía.
Que tu saves muy bien qu’ es cossa çierta 
El que va mill amigos procurando
Que jamás amistad no se le açierta.
Yo te prometo que no vea llorando
Jamás nadie mis hojos por aquesto,
Ni el coraçón por ello suspirando
Ni la color mudada de mi gesto
El dolor que ‘ncubrir el alma suele
Hará pareçer claro y manifiesto.
Está seguro que no me desvele,
Cuidano de saber cómo te á ido
En este nuevo amor que aora te duele.
Que mil veçes te ás visto tan perdido,
Jurando que no amaste ansí en tu bida,
Y tú sabes muy bien dónde se an ido.
Mira que pues mereçe ser servida,
Que lo sepas hazer sin apartarte,
Como heziste de otra tan querida.
Perdóname que quiero aconsejarte
En cossa que consejo no rrequiere
Ni seso ni rraçón jamás en parte.
Que conviene seguir lo que amor quiere,
Digo quando el amor es verdadero, 
Que no el amor de quien por todas muere.
Escrivirte de mí nuevas no quiero,
Que no las querrás ver de mano mía 
Ni tampoco de ti yo las espero.
Dios te dé con quien amas alegría,
Y a ti coraçón dé contentamiento,
Y te guarde de mala frenessía.
Aunque todas tus penas lleva el viento,
Pues no son más de quanto estás presente,
qu’en partiendo te apartas de tormento.
No quiero seguir más este açidente
ni quiero declarar tus condiçiones
por no dar qué dezir de ti a la gente.
Digo que ás menester millcoraçones
para sufrir el mal que te procuras
si andas de verdad en tus passiones
o te án de ser contadas por locuras.